# Tomasz Pietrasiewicz
Tomasz Pietrasiewicz (ur. 21 sierpnia 1955 w Siedlcach) – polski animator kultury i reżyser teatralny, od 1998 dyrektor Ośrodka „Brama Grodzka – Teatr NN” w Lublinie, działacz opozycji w okresie PRL.

## Życiorys
Tomasz Pietrasiewicz jest absolwentem Wydziału Fizyki Uniwersytetu Marii Curie-Skłodowskiej w Lublinie, który ukończył w 1980. Od 1976 zajmował się dystrybucją publikacji drugiego obiegu, w latach 1977–1989 brał udział w organizowaniu niezależnych grup dyskusyjnych. Działał także w Teatrze Grupa Chwilowa. W dniach 13–14 grudnia 1981 uczestniczył w strajku studenckim w Akademickim Centrum Kultury w Lublinie, był również łącznikiem ze strajkującymi w zakładach WSK „PZL-Świdnik” podczas wydarzeń lubelskiego lipca, a także w Lubelskich Zakładach Naprawy Samochodów aż do ich pacyfikacji 17 grudnia 1981.
W latach 1984–1989 był współzałożycielem, redaktorem, a początkowo także drukarzem w podziemnym wydawnictwie Fundusz Inicjatyw Społecznych. Ponadto, w latach 1984–1985, pracował jako instruktor teatralny w Lubelskim Domu Kultury, następnie w od 1987 do 1991 działał w Lubelskim Studio Teatralnym, zaś w latach 1991–1994 w Centrum Kultury w Lublinie. W 1989 był działaczem KO „Solidarność” przed wyborami czerwcowymi.
W 1990 założył Ośrodek „Brama Grodzka – Teatr NN”, potocznie zwanym „Teatrem NN”, a w latach 1994–1997 pracował jako zastępca dyrektora Centrum Kultury do spraw tego ośrodka. Objął stanowisko dyrektora Ośrodka „Brama Grodzka – Teatr NN”. Powierzono mu także organizację koncepcji programowej Centrum Spotkania Kultur w Lublinie.
Jest autorem monografii książkowej Czechowicz. W poszukiwaniu ukrytego miasta (tom I – 2007, tom II – 2008) oraz animatorem wydarzeń artystycznych w regionie. Jest autorem przedstawień „Teatru NN”, a także realizowanych od 2000 Misteriów Pamięci: Jedna Ziemia – Dwie Świątynie, Dzień Pięciu Modlitw, Misterium Druku i Papieru, Misterium Ulicy Szerokiej, Misterium Pamięć Miejsca, Misterium Pamięć Światła-Pamięć Sprawiedliwych, mających miejsce w otwartych przestrzeniach Lublina. Zorganizował także wystawę „Elementarz” mieszczącą się w jednym z baraków byłego obozu koncentracyjnego na Majdanku, wystawę „Portret Miejsca” oraz wystawę poświęconą Sprawiedliwym wśród Narodów Świata. Członek stowarzyszenia Spoko, założyciel Stowarzyszenia „Festiwal Brunona Schulza”.

## Odznaczenia i wyróżnienia
- Nagroda Polcul (1993)
- Nagroda Artystyczna Miasta Lublina (1994)
- Nagroda Honorowa Ambasady Izraela w Polsce za zasługi dla Ochrony Dziedzictwa Kulturowego Żydów Polskich (1999)
- Krzyż Oficerski Orderu Odrodzenia Polski (2008)
- Nagroda im. ks. Stanisława Musiała „za inicjatywy społeczne promujące dialog chrześcijańsko-żydowski i polsko-żydowski” (2011)[4]